# نول (بيدمونت)
نول هي بلدية في مدينة تورينو الحضرية، في منطقة بيمنتة الإيطالية، وتقع على بعد حوالي 25 كيلومتر (16 ميل) شمال غرب تورينو في الجزء السفلي من كانافيزي، عند سفح فالي دي لانزو.

## توأمة المدن
- Charvieu-Chavagneux, فرنسا (1987)